# Spoorlijn aansluiting Köln Südbrücke - Gremberg
De spoorlijn Köln Südbrücke - Gremberg is een Duitse spoorlijn en is als spoorlijn 2656 onder beheer van DB Netze. 

## Geschiedenis
Het traject werd door de Deutsche Reichsbahn geopend op 25 oktober 1918.  

## Treindiensten
De Deutsche Bahn gebruikt dit traject als omleiding voor ICE treinen, daarnaast is de lijn in gebruik voor goederenvervoer.

## Aansluitingen
In de volgende plaatsen is er een aansluiting op de volgende spoorlijnen:
aansluiting Köln Südbrücke
DB 2641, spoorlijn tussen Köln Süd en Köln-Kalk Nord
Gremberg Nord
DB 2324, spoorlijn tussen Mülheim-Speldorf en Niederlahnstein
DB 2666, spoorlijn tussen Köln-Kalk Nord en de aansluiting Gremberg Süd

## Elektrische tractie
Het traject werd in 1962 geëlektrificeerd met een wisselspanning van 15.000 volt 16 2/3 Hz.